# Stemmzeug
Unter Stemmzeug versteht der Holzhandwerker, besonders der Zimmermann,  spanabtragende Werkzeuge für Holzverbindungen, wie zum Beispiel „Zapfen“, „Blatt“ und „Schwalbenschwanz“.
Das Stemmzeug umfasst:
Stemmeisen und Beitel verschiedener Formen und Ausprägungen, Stoßaxt, Kreuzaxt (Seltentreffer), Lochaxt, und Klüpfel (Klopfholz, „Stemmknüppel“).
In der modernen Zimmerei werden die Arbeiten, die mit diesen Werkzeugen mit der Hand durchgeführt wurden, mit Maschinen erledigt (Fräsmaschinen und sogenannten „Kettenstemmern oder Kettenfräsen“, Maschinen, die einer Motorsäge ähnlich sind). Auch diese Maschinen werden heute zum Stemmzeug gerechnet.